# Concurs Sonzogno
El Concurs Sonzogno va ser creat l'any 1983 per l'editorial musical Sonzogno Editore per premiar una òpera d'un sol acte, obert a tots els joves compositors italians que encara no havien fet representar una de les seves obres. Les tres millors produccions eren seleccionades per un jurat compost per cinc importants músics i crítics italians. El concurs va comptar amb quatre convocatòries fetes els anys 1893, 1889, 1892 i 1903.
Sens dubte és l'edició de 1889 la que va atraure més atenció. És l'any en què el concurs va passar a la història per la clara victòria de Cavalleria Rusticana de Pietro Mascagni i el descobriment d'un nou talent de l'òpera amb el que començava el Verisme. En aquella edició es van examinar setanta-tres treballs (en el sisè lloc es va classificar Umberto Giordano amb Marina) i després de Cavalleria es van classificar el drama líric Labilia de Nicola Spinelli i Rudello, un altre drama compost per Vincenzo Ferroni. Les dues obres van aconseguir un cert èxit en els anys immediats i posteriors, però després van acabar en l'oblit sense que hi hagués gens d'interès real.
En l'edició de 1892 va guanyar Festa a Marina de Gellio Benvenuto Coronaro.
El 1903 es va fer la quarta convocatòria del concurs presidit per Engelbert Humperdinck i dotat amb 50.000 lliures, que es va atorgar per unanimitat a La cabrera de Gabriel Dupont. Els altres guanyadors varen ser Franco da Venezia amb Il Domino Azurro i Lorenzo Filiasi amb Manuel Menéndez.